# Reidar Kaas
Reidar Kaas, född 27 juli 1881 i Kristiania, var en norsk operasångare och skådespelare.
Kaas var son till grosshandlaren Christian Oluf Andresen (1850–1890) och Aagot Theodosia Kaas (1854–1919). Han gifte sig 1906 med Eli Tandberg (född 12 mars 1885), dotter till godsägaren Gudbrand Tandberg och Caroline Kristine Cortsen. Kaas tog sånglektioner för Raimund von Zur Mühlen i London och Ernesto Volli i Milano. Kaas verkade vid Scala i Milano, Theatre Carlo Felice i Genua och operahus i Posen, Hamburg, London och Oslo.
Han gjorde även ett par filmroller och debuterade 1916 i stumfilmen Paria i rollen som doktor Berner. År 1932 spelade han resandehövding i Fantegutten, vilken blev hans sista filmroll.

## Filmografi
- 1916 – Paria
- 1932 – Fantegutten